# Свети Димитър (Палатиция)
Вижте пояснителната страница за други значения на Свети Димитър.
„Свети Димитър“ (на гръцки: Άγιος Δημήτριος) е късносредновековна православна църква в берското село Палатиция, Гърция, част от Берската, Негушка и Камбанийска епархия.

## Местоположение
Църквата е разположена в края на селото и е запазена в лошо състояние.

## Описание
В архитектурно отношение представлява базилика, разделена на три кораба с дървен стълбове. При изграждането ѝ са използвани вторично материали от елинистичната епоха от царския дворец в Еге. Датира от 1570 година. В нея са запазени ценни стенописи от същата година, дело на зографа Николай от Линотопи.
Ктиторският надпис гласи:
| „ | Τίνος το έργον εν γράμμασιν ου λέγω' Θεός γάρ οίδεν ο ερευνών καρδίας. Ει τις τε άνθρωπος δωρεάν μοι προσφέρει και Μάρτυρα ευρήσει προς τον θεόν προστάτην. Εχρίστη εν μηνί Απριλίω υπό χειρός Νικολάου Ζωγράφου εκ τόπου Λινοτόπι ελαχίστου και αμαρτωλού. Ετελειώθη κατά μηνός Μαΐου ε . . . . επί έτους ΖΟΗ ιν(δικτιών)ος IΓ' ') | “ |

- Стенописи
- Архангел Михаил
- Второто пришествие
- Свети Димитър
- Стенописи от наоса
- Свети Димитър